# Ilha Ellesmere

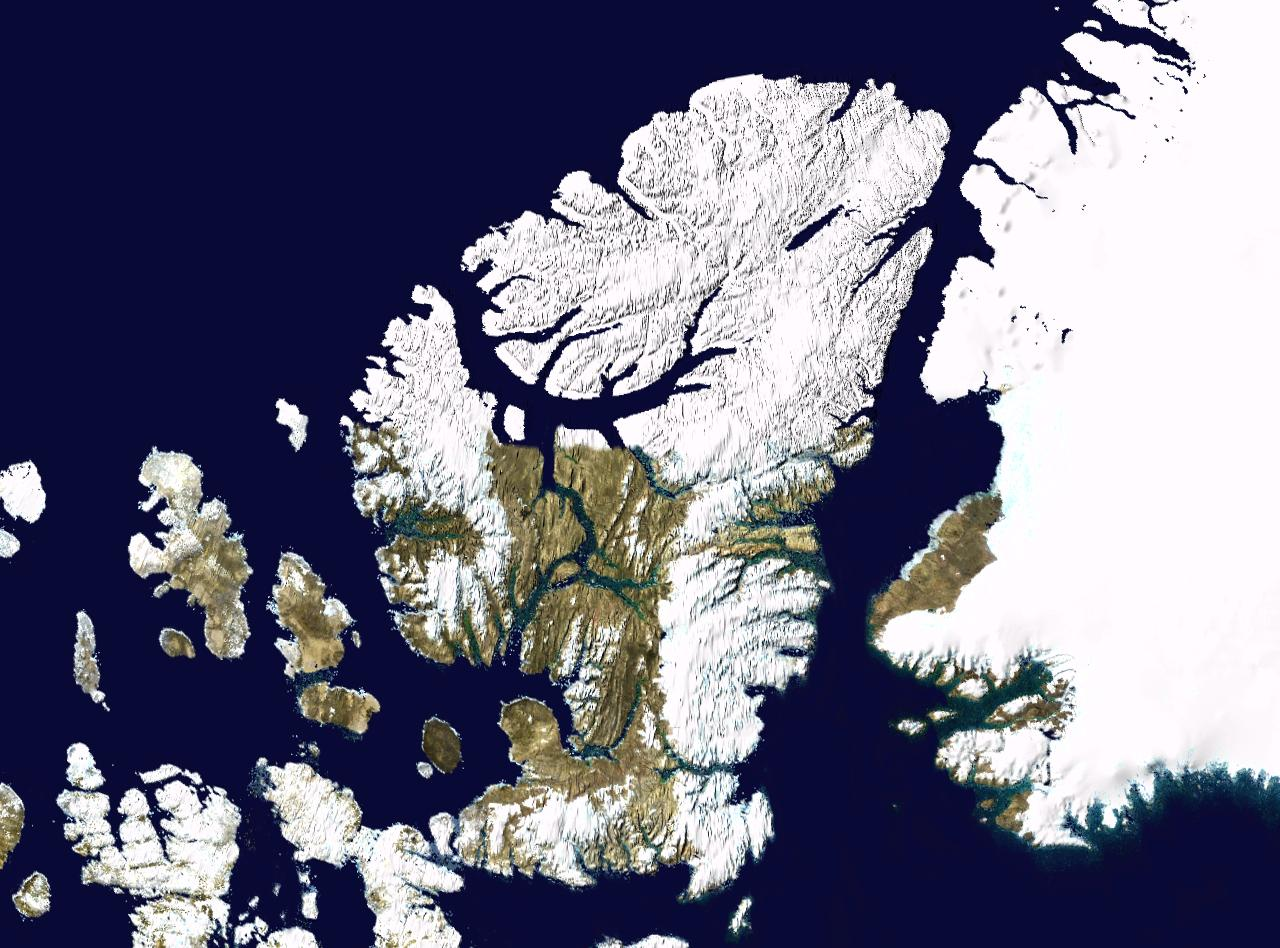
Ilha Ellesmere e ilhas vizinhas em imagem de satélite

A ilha de Ellesmere ou ilha Ellesmere (Inuit: Umingmak Nuna, que significa "Terra do Boi-Almiscarado") faz parte da Região de Qikiqtaaluk do território de Nunavut, no norte do Canadá. Situada no Arquipélago Ártico Canadiano, faz parte das ilhas da Rainha Elizabeth, com o cabo Columbia, no extremo norte, a ser considerado o ponto mais setentrional do Canadá. Compreende uma área de 196 235 km2 e o comprimento total da ilha é de 830 km , tornando-se na décima maior ilha do mundo e na terceira maior ilha do Canadá. O sistema ártico de cordilheiras cobre grande parte de Ellesmere, tornando-a a mais montanhosa do arquipélago ártico. O salgueiro-ártico é a única espécie lenhosa a crescer na ilha Ellesmere.

## História
Os primeiros habitantes humanos da ilha de Ellesmere eram pequenos bandos que caçavam caribu, bois-almiscarados e mamíferos marinhos aproximadamente em 2000 a.C.-1000 a.C.  Alguns restos de estruturas pouco habituais da península de Bache podem ser restos de casas comunais («stone longhouse») do período final da cultura Dorset.
Depois, chegaram à ilha novos caçadores e pioneiros neo-esquimós — membros das culturas Inuit, Thule tardia, Ruin Island e Post-Ruin Island — que também assentaram, tanto no verão como no inverno, na região, até que as circunstâncias ambientais, ecológicas e, possivelmente, sociais os terão feito abandonar a zona — e dos que deixaram abundantes restos na península Bache, na parte central da costa oriental, nas margens do estreito de Nares. Ellesmere foi a última das regiões do alto ártico do Canadá a ficar despovoada durante a Pequena Idade do Gelo, o que atesta o seu interesse económico, como parte do âmbito geral da cultura do Smith Sound a qual integrou por vezes.
Os viquingues, provavelmente partindo das suas colónias na Gronelândia, chegaram à ilha de Ellesmere, à ilha Skraeling (na península Bache) e à ilha Ruin (na Gronelândia, na margem oposta à península Bache, do outro lado da bacia Kane) com as suas expedições de caça e de comércio com os grupos inuítes nativos.
O primeiro europeu a avistar a ilha após o auge da "Pequena Idade do Gelo" foi William Baffin em 1616. A Ilha Ellesmere foi visitada em 1852 pela expedição de Edward Augustus Inglefield em homenagem a Francis Egerton, 1º conde de Ellesmere (1800-57), cujo nome passou para a ilha.  A expedição americana liderada por Adolphus Greely, em 1881, atravessou a ilha de leste a oeste. A expedição Greely encontrou florestas fósseis no final de 1880. O fiorde Stenkul foi explorado pela primeira vez em 1902 por Per Schei, membro da 2ª Expedição Polar norueguesa de Otto Sverdrup.
A plataforma de gelo de Ellesmere foi documentada pela expedição britânica ao Ártico de 1875-1876, em que o grupo do tenente Pelham Aldrich passou do Cabo Sheridan (82°28'N 61°30'W) a oeste de Cabo Alerta (82°16'N 85°33'W), incluindo a plataforma de gelo Ward Hunt. Em 1906, Robert Peary liderou uma expedição no norte da ilha de Ellesmere, do Cabo Sheridan ao longo da costa para o lado ocidental do Nansen Sound (93° W). Durante a expedição de Peary, a plataforma de gelo foi contínua; uma estimativa moderna é que ela cobriu 8900 km2.
Em 2011, Jon Turk e Erik Boomer completaram a primeira circum-navegação conhecida de Ilha Ellesmere.

## Geografia

### As áreas protegidas
Mais de um quinto da ilha é protegida como Parque Nacional Quttinirpaaq, que inclui sete fiordes e uma variedade de geleiras, assim como o lago Hazen, o maior lago da América do Norte ao norte do círculo polar Ártico. O pico Barbeau, a montanha mais alta em Nunavut (2616 m) está localizada na Faixa Império Britânico na ilha Ellesmere. A cadeia de montanhas mais ao norte do mundo, as montanhas Challenger, está localizado na região nordeste da ilha. O lobo do norte da ilha é chamada de concessão de terras.
Em julho de 2007, um estudo observou o desaparecimento do habitat de aves aquáticas, invertebrados e algas na ilha de Ellesmere. De acordo com John P. Smol da Universidade de Queen em Kingston, Ontário, e Marianne SV Douglas, da Universidade de Alberta em Edmonton, condições de aquecimento e evaporação ter causado baixos níveis de água e mudanças na química de lagoas e pântanos da região. Os pesquisadores observaram que "Na década de 1980, muitas vezes precisava usar limícolas quadril para fazer o seu caminho para as lagoas ... enquanto em 2006 as mesmas áreas foram seca suficiente para queimar."

### Geleiras, calotas polares, plataformas de gelo

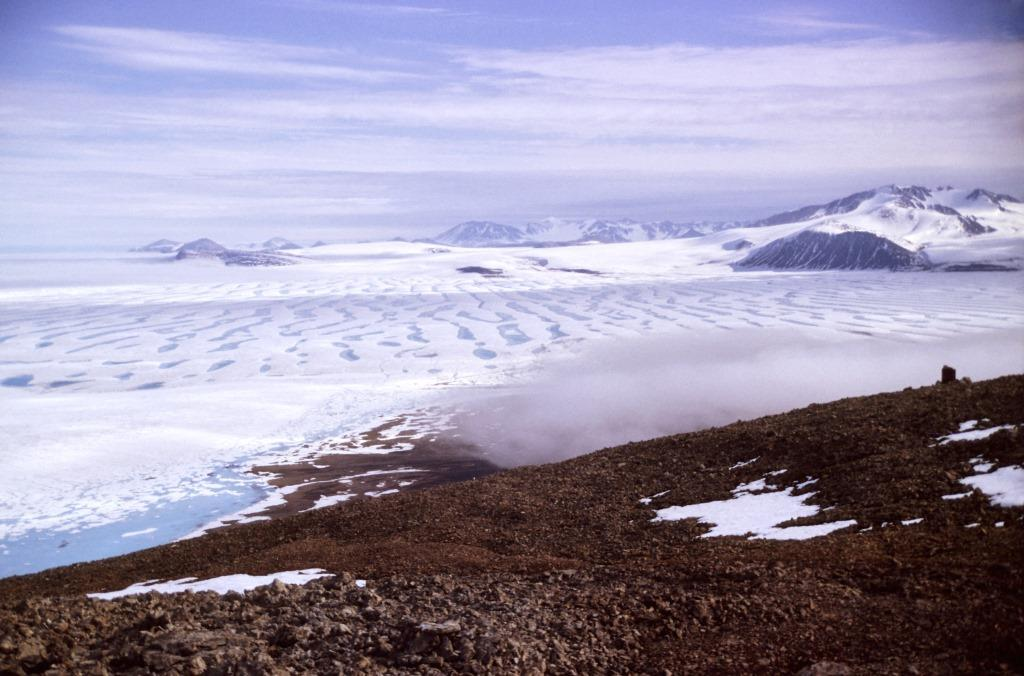
A plataforma de gelo Ellesmere vista da ilha Ward Hunt em julho de 1988. Ilha Ellesmere com Cabo Columbia ao fundo.

Grandes porções de ilha Ellesmere estão cobertas com glaciares e com gelo, como Manson Icefield e Sydkap no sul; o campo de gelo Príncipe de Gales e Cap Ice Agassiz ao longo do lado centro-leste da ilha, juntamente com a cobertura de gelo substancial no norte da ilha. A costa noroeste da ilha de Ellesmere foi coberta por uma massa de 500 km de comprimento que era uma plataforma de gelo até ao século XX. A plataforma de gelo Ellesmere encolheu 90 por cento no século XX devido às mudanças climáticas, deixando o separado Alfred Ernest, Ayles, Milne, Ward Hunt, e plataformas de gelo Markham. Um levantamento de 1.986 plataformas de gelo canadenses descobriram que 48 km2 (19 sq mi) 3,3 km3 (0,79 sq mi) de ice parido da Milne e Ayles plataformas de gelo entre 1959 e 1974. A plataforma de gelo Ward Hunt, a maior remanescente seção de espessura (> 10 m,> 30 ft) landfast gelo do mar ao longo da costa norte da ilha de Ellesmere, perdeu 600 km (370 milhas) de gelo em um parto maciço em 1961-1962. Ele ainda diminuiu 27% em espessura (13 m) entre 1967 e 1999.
A ruptura das plataformas de gelo de Ellesmere continuou no século XXI: a plataforma de gelo Ward experimentou um grande rompimento durante o verão de 2002, a Plataforma de Gelo Ayles partindo inteiramente em 13 de agosto de 2005, a maior quebra da plataforma de gelo em 25 anos, pode representar uma ameaça para a indústria de petróleo no mar de Beaufort. A peça é de 66 km2. Em abril de 2008, descobriu-se que a caça prateleira Ward foi fraturada, com dezenas de rachas profundas, multifacetado e em setembro de 2008, a plataforma Markham (50 km2) quebrou completamente off para tornar-se de gelo marinho flutuante.

## Paleontologia
Schei e Nathorst descreveram a floresta fóssil nos encontrada nos sedimentos do fiorde de Stenkul, formada durante o período do Paleoceno-Eoceno (aprox. 55 Ma) . O fiorde de Stenkul apresenta formações consistentes com o delta de um rio e florestas de várzea. As árvores subsistiram no local por pelo menos menos 400 anos. Tocos individuais e caules de >1m de diâmetro eram abundantes, e são identificados como Metasequoia e possivelmente Glyptostrobus. Áreas de turfa formadas durante o Plioceno foram encontradas no fiorde de Strathcona, em bom estado de preservação, apresentando abundante fauna de vertebrados e macrofósseis vegetais característicos de uma floresta boreal.
Em 2006, os paleontólogos Neil Shubin, da Universidade de Chicago, e Ted Daeschler, da Academia de Ciências Naturais da Filadélfia, relataram a descoberta do fóssil de um peixe Paleozoico (ca. 375 Ma), chamado Tiktaalik roseae, nos antigos leitos da ilha. O fóssil apresenta muitas características dos peixes, mas também indica uma criatura de transição que pode ser um predecessor de anfíbios, répteis, aves e mamíferos, incluindo os seres humanos.
Em 2011, Jason P. Downs e coautores descreveram o sarcopterígio Laccognathus embryi partir de amostras colhidas no mesmo local que o Tiktaalik foi encontrado.

## Ecologia de insetos
A ilha Ellesmere é conhecida como sendo a ocorrência mais setentrional de insetos eussociais, especificamente, a abelha Bombus polaris. Há uma segunda espécie de abelha, Bombus hyperboreus, que é um parasita nos ninhos de B. polaris.

## População

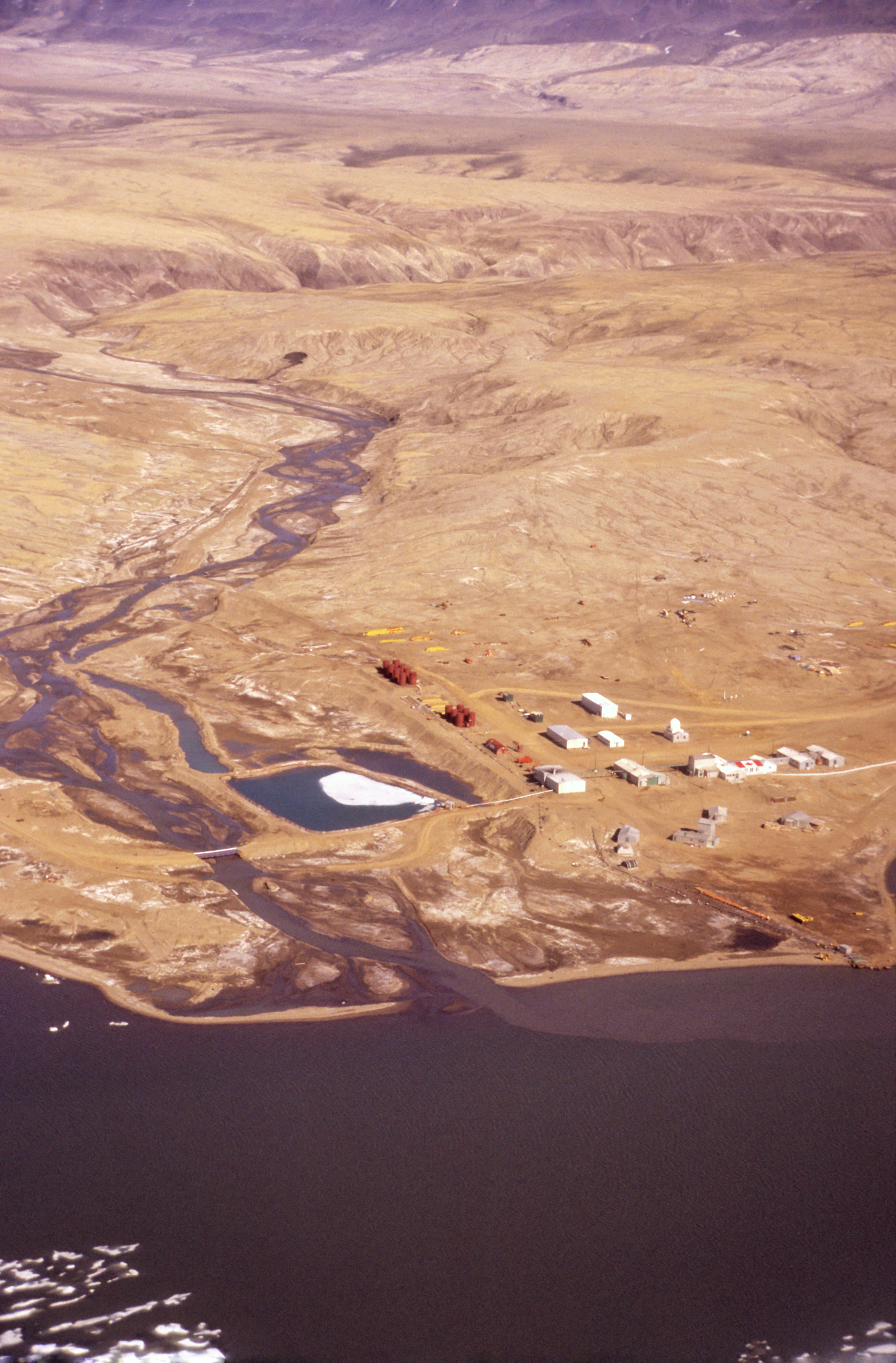
Vista aérea de Eureka. Está localizado em um deserto polar (junho de 1988).

Em 2016, a ilha de Ellesmere possuía 191 habitantes registrados, residentes nos três assentamentos existentes na ilha: Alert (pop. 62), Eureka (sem população permanente, mas com pequena população temporária), e Grise Fiord (pop. 129). Politicamente,  a ilha faz parte da Região Qikiqtaaluk.
Alert é o assentamento mais setentrional do mundo. Com o fim da Guerra Fria e o advento de novas tecnologias que permitam a interpretação remota de dados, a população permanente foi reduzida a 5, segundo registros de 2016.
Eureka, que é o segundo assentamento mais setentrional do mundo, é divida em três áreas: o Aeródromo de Eureka, que inclui o chamado "Forte Eureka" (habitação para os militares que fazem a manutenção de equipamentos de comunicação na ilha) e a Estação Meteorológica e Laboratório de Pesquisa Atmosférica e Ambiental Polar (PEARL), anteriormente denominado Observatório Ártico da Camada de Ozônio Estratosférica (AStrO). Eureka tem a menor temperatura média anual e o menor nível de precipitação de qualquer outra estação meteorológica no Canadá.